# 사망률

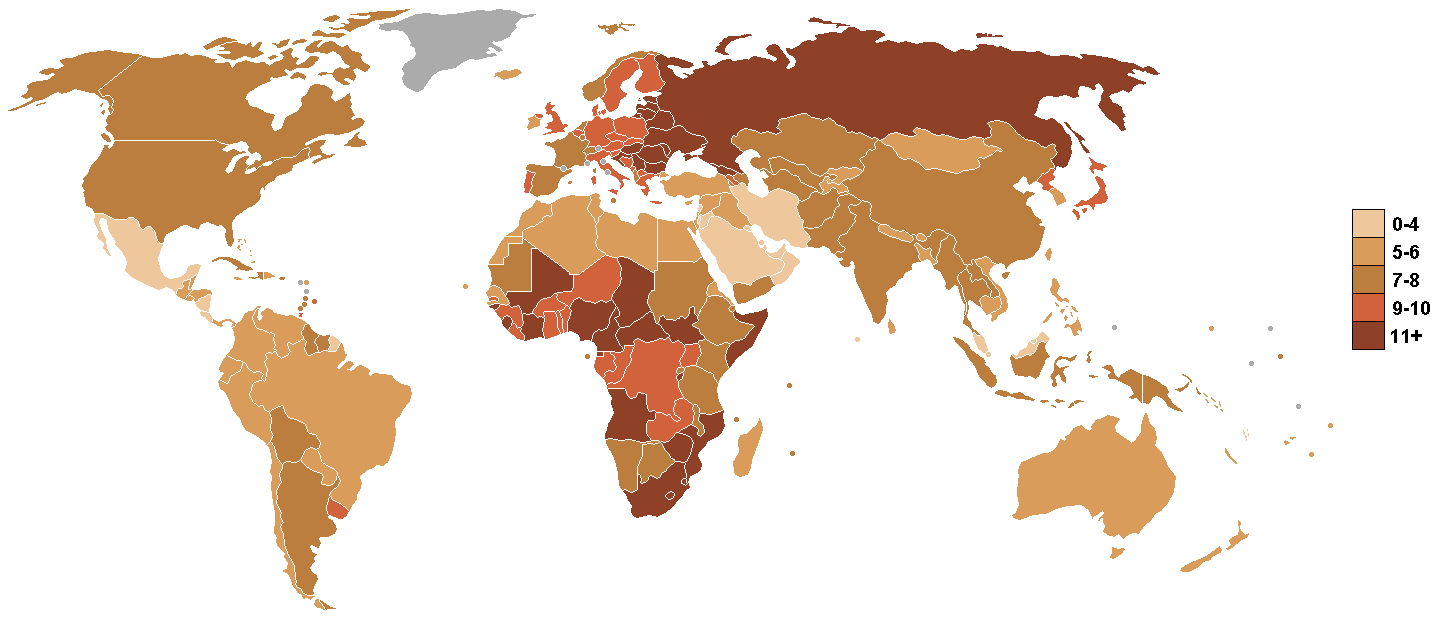
인구 1,000명당 연간 세계보건기구(WHO) 데이터를 기반으로 전 세계 국가의 조잡한 사망률을 나타내는 색상 코드 지도

사망률(死亡率, 영어: mortality rate, death rate)은 사망수준을 나타내는 가장 기본적인 지표로, 연간 총사망자 수를 해당 연도의 연앙인구로 나눈 수치를 1,000분비로 나타낸 비율이다. 보통 1년에 1,000명당 사망하는 비율로 표현된다. 예를 들어, 사망률이 9.5‰이면 1년에 100,000명 집단에서 950명의 사망이 발생한다고 보면 된다.
조사망률은 다른 지표들보다 계산에 필요한 자료를 쉽게 구할 수 있고, 가장 최근의 자료를 사용할 수 있다. 조사망률은 자연증가율(조출생률－조사망률)을 계산하는 데 필요하다. 조사망률은 인구의 연령구조에서 직접적인 영향을 받는다. 특히, 사망가능성이 평균보다 높은 노년 인구구성비의 영향을 받는다. 그러므로 국가나 지역 간의 전체 사망수준을 비교할 때 조사망률을 직접 이용할 수 없다. 예를 들면, 스웨덴의 2011년 조사망률은 인구 천 명 당 10이며 방글라데시는 인구 천 명 당 6으로 스웨덴보다 훨씬 낮다. 하지만 평균수명은 스웨덴이 2011년에 81세로 69세인 방글라데시보다 훨씬 길다. 이것은 스웨덴은 65세 이상 노인인구가 총인구의 18.5%인 반면에 방글라데시는 4.8%에 불과하기 때문이다.
2019년 기준 전 세계 평균 사망률은 7.525명이었으며, 국가 단위로는 불가리아가 15.5명으로 가장 높았으며, 카타르가 1.244명으로 가장 낮았다.

## 계산 방법

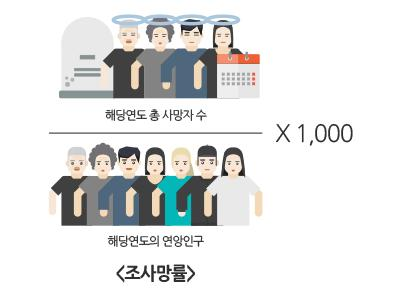
사망률 계산방법

조사망률 = 특정 1년간의 총 사망자수 / 당해연도의 연앙인구 × 1,000
| 1. 조사망률, 한국 2000년 조사망률(CDR) = (2010년 사망자수)/(2010.7.1 현재 총인구) = (255,405)/(49,410,366) = 0.00517 = 5.17/(인구 1,000명)                                           |
| 2. 연령별 사망률, 한국 2010년 남자 55-59세 남자 연령별 사망률(ASDR) = (2010년에 55-59세인 남자사망자수)/(남자 55-59세 연앙인구) = (10,646)/(1,376,726) = 0.0077 = 7.7/(인구 1,000명) |
| 3. 영아사망률, 한국 2010년 영아사망률(IMR) = (2010년 영아사망아 수)/(2010년 정상출생아 수) = (1,508)/(470,171) = 0.0032 = 3.2/(정상출생아 1,000명)                                   |
| 4. 표준화 사망률, 2010년 전라남도 인구의 표준화 사망률(울산광역시 기준) = (4,521)/(1,082,045) = 0.00418 = 4.18/(인구 1,000명)                                                        |
| 5. 모성사망비, 한국 2010년 모성사망비 = (2010년 모성사망자수)/(2010년 정상출생아 수) = (74)/(470,171) = 0.000157 = 15.7/(정상출생아 10만 명)                                         |

## 다른 지표들

### 연령별 사망률
연령별사망률(Death rate by age)은 특정 연령의 연간 사망자 수를 해당 연도의 연령별 연앙인구로 나눈 수치를 1,000분비(또는 100,000분비)로 나타낸 것으로 어떤 특정 연령층에서 얼마나 사망하는지를 표시한다.
계산방법:
연령별사망률 = 특정연령의 사망자수 / 특정연령의 연앙인구 × 1,000(또는 100,000)

### 영아사망률
영아사망률(infant mortality rate, IMR)은 특정 연도에 1세 전에 사망하는 영아의 수를 정상출생아 수(live births)로 나눈 값으로, 정상출생아 천 명 당 영아사망아 수로 표시한다.

### 표준화 사망률
한 인구의 표준화 사망률(standardized death rate)은 이 인구가 특정 인구(표준인구라고 함)의 연령별 인구구성과 같다고 가정하고 산출한 사망률이다. 이는 가중평균개념을 이용하여 설명할 수 있다. 한 인구의 조사망률은 총인구에 대한 연령별 인구의 구성비를 가중치로 하고, 연령별 사망률을 해당 연령의 구성비(가중치)에 곱하여 합한 가중평균이라고 할 수 있다. 만약 표준인구로 택한 다른 인구의 연령별 인구구성비를 사망률 계산에서 가중치로 사용하였다면, 그 가중평균결과가 표준화(정확하게 말하면 연령 표준화)사망률이다.

### 모성 사망력
모성사망력(maternal mortality)을 모성사망비(maternal mortality ratio)와 모성사망률(maternal mortality rate)의 두 가지로 나눌 수 있다. 모성사망비란 특정연도의 전체 정상출생아 10만 명에 대해, 임신 또는 출산 때문에 사망한 여성의 수를 말한다. 여기서 임신 또는 출산 때문에 사망한 여성이란 임신 또는 분만 도중에 사망하거나 분만 후 산욕열 등으로 사망한 여성을 뜻한다. 이와는 달리 모성사망률이란 특정 연도의 가임여성 10만 명에 대해 해당연도에 출산 때문에 발생하는 여성사망자수를 의미한다. 때로는 두 용어를 혼동하여 모성사망비를 모성사망률이라고 하기도 한다.
모성사망력의 지표들을 계산하자면 사망원인이 정확해야 함은 물론, 완전한 사망신고자료가 있어야하고 그렇지 않으면 대규모 인구표본조사를 실시해야 하는데, 정확한 자료를 수집하기 어렵고 경비가 많이 든다. 그러므로 대부분의 개발도상국에서는 모성사망력에 관한 추정자료만 가지고 있다.

## 세계적 동향
2015-2020년 연평균 기준으로, 전 세계 사망률은 7.5명이었으며, 지역별로는 유럽이 11.0명으로 가장 높았으며, 라틴 아메리카 및 카리브해가 6.3명으로 가장 낮았다. 아프리카 등 지역의 사망률이 유럽보다 더 낮은 이유는 전체 인구에서 젊은 층 연령 구성비가 아프리카가 높기 때문이다. 때문에 전체 인구에서 고령자가 차지하는 비중이 적은 많큼 사망자가 많아도 태어나는 사람 및 젊은 인구가 훨씬 많이 늘어 사망률이 낮게 나오는 것이다.
|                           | 1950-1955 | 1985-1990 | 2015-2020 | 2050-2055 | 2095-2100 |
| 아프리카                  | 26.7      | 14.5      | 8.2       | 6.6       | 8.7       |
| 아시아                    | 22.6      | 8.7       | 6.9       | 10.7      | 13.0      |
| 유럽                      | 11.2      | 10.6      | 11.0      | 13.6      | 11.9      |
| 라틴 아메리카 및 카리브해 | 15.5      | 7.0       | 6.3       | 9.4       | 13.2      |
| 북아메리카                | 9.5       | 8.8       | 8.6       | 10.6      | 10.5      |
| 오세아니아                | 13.3      | 8.0       | 6.8       | 8.6       | 9.3       |
| 전 세계                   | 19.1      | 9.5       | 7.5       | 9.7       | 11.2      |

## 국가별 현황
|             | 지역     | 사망률 |
| 불가리아    | 유럽     | 15.5   |
| 우크라이나  | 유럽     | 14.7   |
| 세르비아    | 유럽     | 14.6   |
| 라트비아    | 유럽     | 14.5   |
| 레소토      | 아프리카 | 13.926 |
| 리투아니아  | 유럽     | 13.7   |
| 루마니아    | 유럽     | 13.4   |
| 헝가리      | 유럽     | 13.3   |
| 러시아 연방 | 유럽     | 13.3   |
| 벨라루스    | 유럽     | 12.8   |

|                             | 지역                      | 사망률 |
| 카타르                      | 중동                      | 1.244  |
| 아랍 에미리트               | 중동                      | 1.521  |
| 바레인                      | 중동                      | 2.408  |
| 오만                        | 중동                      | 2.422  |
| 몰디브                      | 아시아                    | 2.764  |
| 쿠웨이트                    | 중동                      | 2.802  |
| 팔레스타인 (서안 지구 포함) | 중동                      | 3.455  |
| 사우디 아라비아             | 중동                      | 3.505  |
| 케이맨 제도                 | 라틴 아메리카 및 카리브해 | 3.8    |
| 요르단                      | 중동                      | 3.889  |

## 같이 보기
- 출생률
- 치명률(치사율)